# Hylocomium brevirostre
Hylocomium brevirostre là một loài Rêu trong họ Hylocomiaceae. Loài này được (Brid.) Schimp. mô tả khoa học đầu tiên năm 1852.